# Antonio de Villacastín

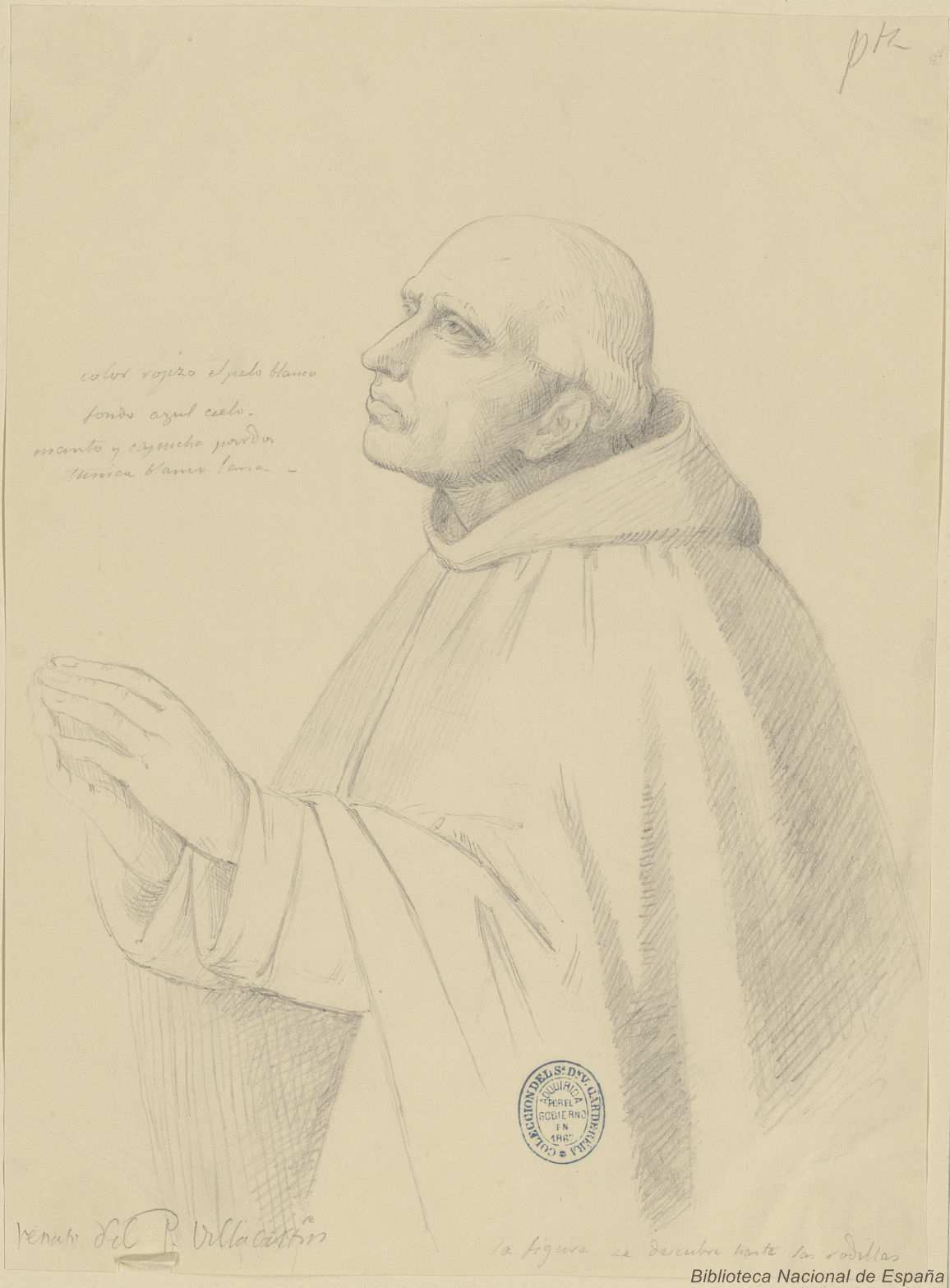
Valentín Carderera: Retrato de fray Antonio de Villacastín, dibujo a lápiz grafito sobre papel agarbanzado. Biblioteca Nacional de España.

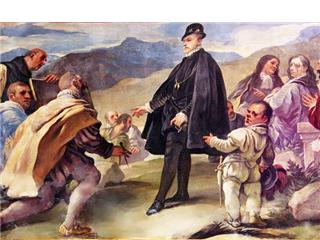
Representación de Antonio de Villacastín y los arquitectos Juan de Herrera y Juan Bautista de Toledo ante Felipe II. Fresco de Lucas Jordán en la escalera principal del Real Monasterio de San Lorenzo de El Escorial.

Fray Antonio de Villacastín (Villacastín, h. 1512-San Lorenzo de El Escorial, 3 de marzo de 1603) fue un religioso de la Orden de San Jerónimo y obrero mayor (aparejador) español, director de las obras del Monasterio de El Escorial.

## Biografía
Se quedó huérfano siendo muy joven y bajo la tutela de un tío suyo aprendió a leer y a escribir. Cuando se independizó se marchó a vivir a Toledo donde encontró trabajo junto a un maestro asentador de ladrillos que le enseñó todo sobre el oficio de la construcción. Después quiso ser religioso y fue admitido en el convento de jerónimos de Santa María de la Sisla, situado a 3 kilómetros de Toledo hacia el este, que fue fundado en el siglo XIV. (En la actualidad el convento es una casa de labores agrícolas; la iglesia se arruinó totalmente).
Tenía fama de ser un buen profesional de la construcción, fama que se extendió hasta la corte de Felipe II por lo que se envió al convento una Real Orden para que se presentara a tomar parte de las obras que iban a iniciarse del monasterio de El Escorial. Sus superiores le ordenaron que obedeciese el requerimiento y fue así como llegó al sitio en calidad de obrero mayor, en julio de 1562. Los arquitectos Juan Bautista de Toledo, primero y Juan de Herrera después, apreciaron mucho su profesionalidad. Fray Antonio desempeñó siempre un brillante papel. Fray Juan de San Jerónimo, uno de los encargados de la gran biblioteca del monasterio de El Escorial, escribió estas palabras en alabanza a fray Antonio:
En toda la dicha orden no se halló otro más experimentado en cosas de edificar que él y de sus calidades no se hallará otro tal entre frailes de toda España para este menester....
Escribió unas Memorias que fueron editadas por Julián Zarco Cuevas y de las que hay edición moderna del año 1985.
Murió el día 3 de marzo de 1603, con cerca de 90 años. Fue sepultado en la puerta de su celda en el propio monasterio de San Lorenzo de El Escorial.
En Villacastín existen algunos recuerdos de este ilustre aparejador del siglo XVI: un busto que se exhibe en el Ayuntamiento, una calle que lleva su nombre, el nombre del colegio del pueblo y un monolito erigido a su memoria que se puede ver a la izquierda de la carretera de Madrid.
El Centro Segoviano de Madrid otorga el "Premio Fray Antonio de Villacastín" a la Arquitectura y Rehabilitación del Patrimonio.